# 印支白腰雨燕
，是雨燕目雨燕科的一种鸟类。

## 特征
印支白腰雨燕体重约39.4克，翼长约173毫米，嘴峰长约8毫米，喙宽度约4毫米，喙厚度约2.8毫米，跗蹠长约12.9毫米，尾长约71.8毫米。印支白腰雨燕是部分迁徙的鸟类，其栖息在密集的中等高度的林地中，食性为肉食性，主要食物来源是陆生无脊椎动物。

## 分布
泰国、缅甸和印度支那地区；海南岛和兰屿岛。